# زیردریایی ژرمینال فرانسه
زیردریایی ژرمینال فرانسه (به انگلیسی: French submarine Germinal) یک زیردریایی است که طول آن ۵۱٫۱۲ متر (۱۶۷ فوت ۹ اینچ) می‌باشد. این زیردریایی  در سال ۱۹۰۷ ساخته شد.